# Allgemeine deutsche Garten-Zeitung
Die Allgemeine deutsche Garten-Zeitung war eine von 1823 bis 1843 erscheinende Fachzeitschrift mit Informationen zum Gartenbau. Das Blatt wurde von der Praktischen Gartenbau-Gesellschaft zu Frauendorf herausgegeben und erschien in Regensburg im Verlag von Friedrich Pustet einmal wöchentlich. Es wurde 1844 mit den beiden Zeitschriften Obstbaumfreund und Bürger- und Bauern-Zeitung zusammengefasst unter dem Titel Vereinigte Frauendorfer Blätter.